# Philipp Scheidemann

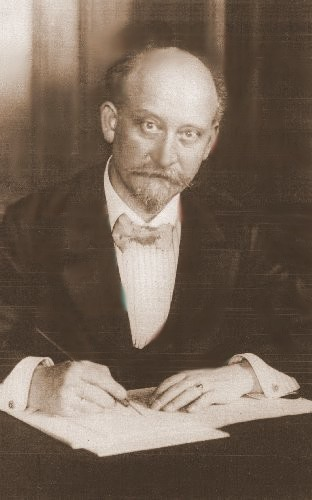
Philipp Scheidemann

Philipp Scheidemann (ur. 26 lipca 1865 w Kassel, zm. 29 listopada 1939 w Kopenhadze) – polityk niemiecki, członek partii SPD, prezydent ministrów (odpowiednik kanclerza) Rzeszy. Proklamował powstanie Republiki Niemieckiej, zwanej także Republiką Weimarską.

## Życiorys

### Młodość
Przyszły kanclerz urodził się w Kassel. Pochodził z rodziny ubogich rzemieślników (ojciec był tapeciarzem). W wieku czternastu lat, już po śmierci ojca, Scheidemann porzucił szkołę i zatrudnił się jako pomocnik zecera. Następnie wyjechał z rodzinnego miasta i w celu zdobycia nowych doświadczeń zawodowych odwiedził szereg niemieckich miast, m.in. Szczecin, Berlin, Hamburg.
Od 1883 roku Philipp Scheidemann związał się z socjaldemokracją, której działalność była zakazana aż do 1890 roku. Od 1886 przez rok z jego inicjatywy wydawany był Der Folksfreund, następnie pracował w innych regionalnych gazetach. Przyszły kanclerz dużo czytał, uczestniczył w różnego rodzaju kursach, starał się wciąż pogłębiać swoją wiedzę.
W 1889 roku poślubił Johannę Friderike Luise i zamieszkał z nią w Marburgu. Tam też przyszły na świat ich trzy córki: Lina, Luisa i Hedwig. Scheidemann był już wtedy cenionym redaktorem lewicowej prasy i aktywnym działaczem socjaldemokracji.

### Polityczna kariera i I wojna światowa
W latach 1903–1918 był socjaldemokratycznym deputowanym do Reichstagu. W 1911 roku wszedł w skład zarządu SPD, a rok później został wybrany wiceprzewodniczącym parlamentu. W początkowym okresie I wojny światowej Scheidemann był jej zwolennikiem, lecz w późniejszym czasie opowiadał się już za pokojem i powrotem do statusu quo. Od 1916 był razem z Friedrichem Ebertem współprzewodniczącym SPD. W 1918 został ministrem bez teki w rządzie Maxa von Badena.

### Na czele rządu
W obliczu przegranej wojny i trudności gospodarczych Niemcy stanęły na progu rewolucji. W całym kraju wybuchały strajki i zamieszki. Mając na celu uspokojenie nastrojów 9 listopada 1918 Scheidemann około godziny 14 proklamował z balkonu Reichstagu powstanie republiki w Niemczech. Akt ten nie był konsultowany z ówczesnym kanclerzem Friedrichem Ebertem i odbył się wbrew jego woli. 19 stycznia 1919 roku odbyły się wybory do Zgromadzenia Narodowego, a następnie powołano nowy rząd z Scheidemannem na czele. Do rządu weszło SPD, Centrum i demokraci. Samego Scheidemanna określano mianem nie kanclerza a premierem Rzeszy (Reichsministerpräsident). Scheidemann był kanclerzem od 13 lutego do 20 czerwca 1919. W swoim rządzie nie posiadał zbytniego poważania, nie umiał wypracować także konkretnej koncepcji rządzenia państwem. Do sukcesów gabinetu Scheidemanna należy zaliczyć ustabilizowanie sytuacji w Niemczech. Premier Rzeszy był zdeklarowanym krytykiem traktatu wersalskiego, który odrzucił. Fakt ten, w związku z koniecznością zakończenia wojny, był bezpośrednią przyczyną podania się kanclerza do dymisji.

### Po ustąpieniu, emigracja i ostatnie lata

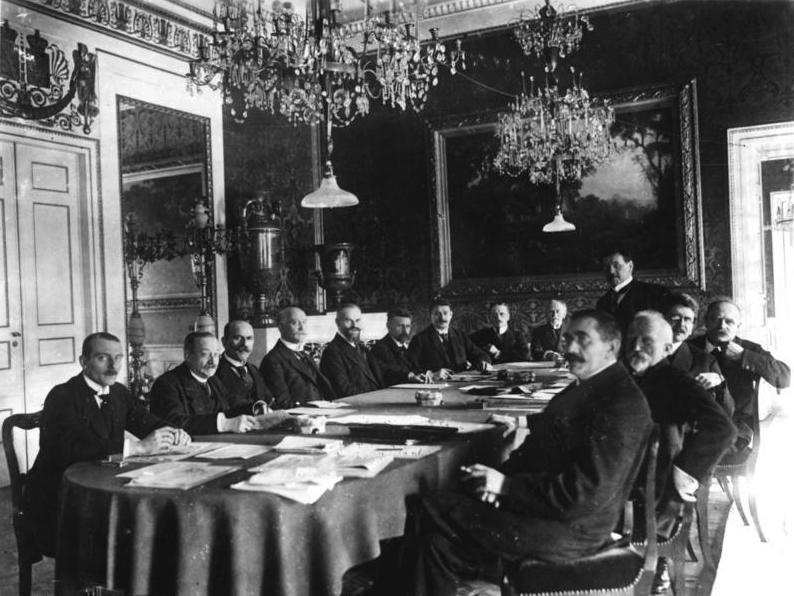
Gabinet Scheidemanna, Weimar, 13 lutego 1919

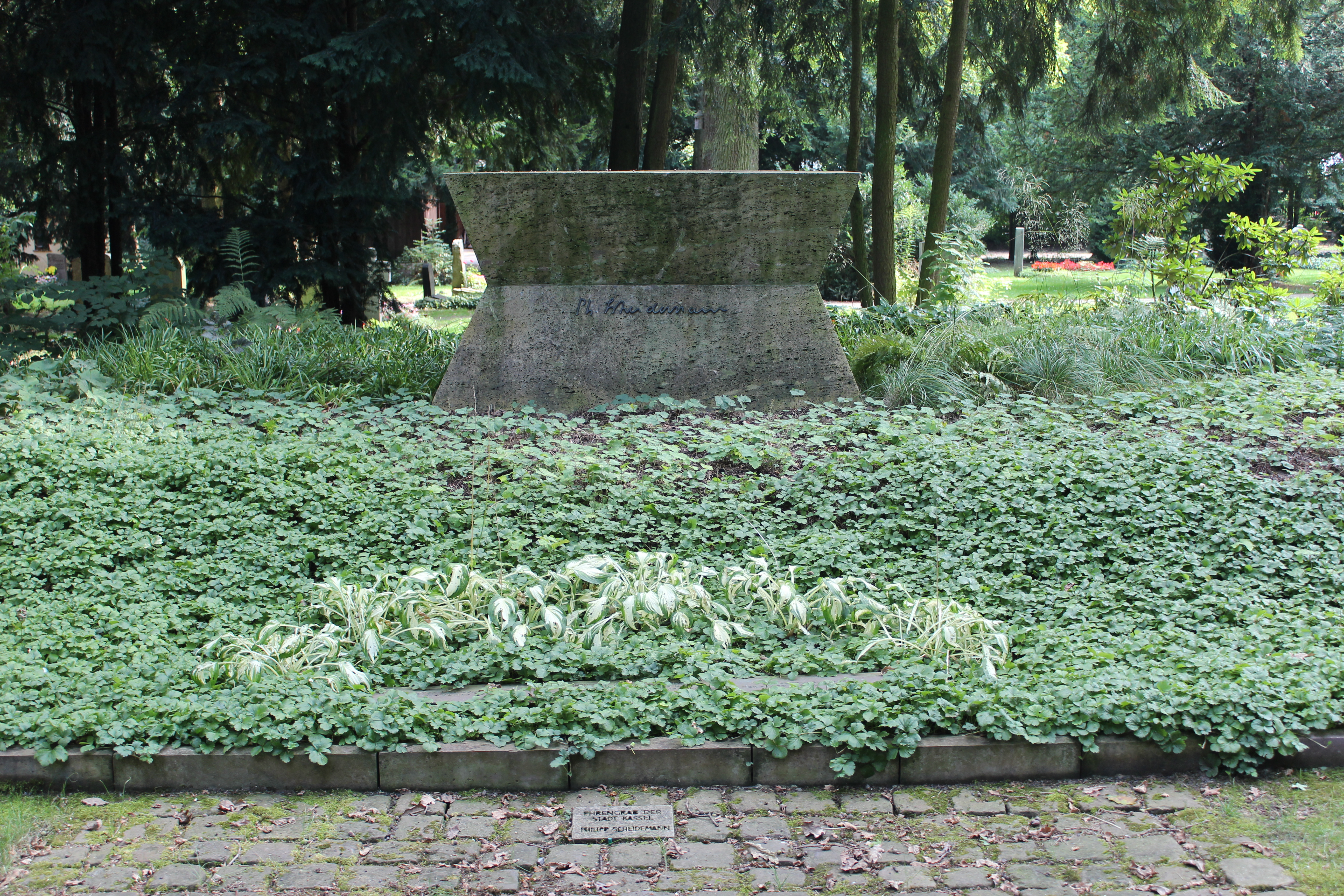
Grób Scheidemanna na cmentarzu w Kassel

Po ustąpieniu z urzędu Scheidemann wrócił do Kassel, gdzie pełnił funkcję nadburmistrza, zasiadał także w Reichstagu. Jako jeden z twórców Republiki Weimarskiej, był negatywnie postrzegany przez narodowych socjalistów. Po przejęciu władzy przez NSDAP, by uniknąć aresztowania, Scheidemann udał się do Czechosłowacji. Następnie podróżował po wielu państwach, m.in. Polsce. W końcu osiadł w Kopenhadze, gdzie zmarł 29 listopada 1939.

## Gabinet Scheidemanna (luty-czerwiec 1919)
- Philipp Scheidemann (SPD) – premier Rzeszy
- Eugen Schiffer (DDP) – wicekanclerz i minister finansów Rzeszy
- Ulrich von Brockdorff-Rantzau – minister spraw zagranicznych
- Hugo Preuß (DDP) – minister spraw wewnętrznych Rzeszy
- Otto Landsberg (SPD) – minister sprawiedliwości Rzeszy
- Rudolf Wissell (SPD) – minister gospodarki Rzeszy
- Robert Schmidt (SPD) – minister wyżywienia i rolnictwa Rzeszy
- Gustav Bauer (SPD) – minister pracy Rzeszy
- Gustav Noske (SPD) – minister obrony Rzeszy (Reichsheer)
- Johannes Bell (Centrum) – minister transportu i kolonii Rzeszy
- Johannes Giesberts (Centrum) – minister poczty Rzeszy
- Eduard David (SPD) – minister bez teki
- Matthias Erzberger (Centrum) – minister bez teki